# Scottish Division A 1954-1955
La Scottish Division A 1954-1955  è stata la 58ª edizione della massima serie del campionato scozzese di calcio, disputato tra l'11 settembre 1954 e il 30 aprile 1955 e concluso con la vittoria dell'Aberdeen, al suo primo titolo.
Capocannoniere del torneo è stato Willie Bauld (Hearts) con 21 reti.

## Stagione

### Novità
In vista della riforma del campionato prevista per la stagione successiva (cambio di nome della competizione e allargamento a 18 delle squadre partecipanti) quest'anno non furono previste retrocessioni.

## Classifica finale
Fonte:
|  | Pos. | Squadra            | Pt | G  | V  | N | P  | GF | GS  | QR    |
|  | ---- | ------------------ | -- | -- | -- | - | -- | -- | --- | ----- |
|  | 1.   | Aberdeen           | 49 | 30 | 24 | 1 | 5  | 73 | 26  | 2,808 |
|  | 2.   | Celtic             | 46 | 30 | 19 | 8 | 3  | 76 | 37  | 2,054 |
|  | 3.   | Rangers            | 41 | 30 | 19 | 3 | 8  | 67 | 33  | 2,030 |
|  | 4.   | Hearts             | 39 | 30 | 16 | 7 | 7  | 74 | 45  | 1,644 |
|  | 5.   | Hibernian          | 34 | 30 | 15 | 4 | 11 | 64 | 54  | 1,185 |
|  | 6.   | St. Mirren         | 32 | 30 | 12 | 8 | 10 | 55 | 54  | 1,019 |
|  | 7.   | Clyde              | 31 | 30 | 11 | 9 | 10 | 59 | 50  | 1,180 |
|  | 8.   | Dundee             | 30 | 30 | 13 | 4 | 13 | 48 | 48  | 1,000 |
|  | 9.   | Partick Thistle    | 29 | 30 | 11 | 7 | 12 | 49 | 61  | 0,803 |
|  | 10.  | Kilmarnock         | 26 | 30 | 10 | 6 | 14 | 46 | 58  | 0,793 |
|  | 11.  | East Fife          | 24 | 30 | 9  | 6 | 15 | 51 | 62  | 0,823 |
|  | 12.  | Falkirk            | 24 | 30 | 8  | 8 | 14 | 42 | 54  | 0,778 |
|  | 13.  | Queen of the South | 24 | 30 | 9  | 6 | 15 | 38 | 56  | 0,679 |
|  | 14.  | Raith Rovers       | 23 | 30 | 10 | 3 | 17 | 49 | 57  | 0,860 |
|  | 15.  | Motherwell         | 22 | 30 | 9  | 4 | 17 | 42 | 62  | 0,677 |
|  | 16.  | Stirling Albion    | 6  | 30 | 2  | 2 | 26 | 29 | 105 | 0,276 |

Legenda:
      Campione di Scozia.
      Invitata alla Coppa dei Campioni 1955-1956.
Regolamento:
Due punti a vittoria, uno a pareggio, zero a sconfitta.
A parità di punti, le posizioni in classifica venivano determinate sulla base del quoziente reti.
Note:
La prima edizione della Coppa dei Campioni fu patrocinata solo in parte dalla UEFA. La lista delle squadre partecipanti fu composta arbitrariamente dal quotidiano francese L'Équipe.